# Jhon Córdoba
Jhon Córdoba Copete (Istmina, 11 de maio de 1993) é um futebolista colombiano que atua como atacante. Atualmente joga pelo Krasnodar.

## Carreira
Jhon Córdoba começou a carreira no Envigado.